# Emmelia veroxanthia
Emmelia veroxanthia is een vlinder van de familie van de uilen (Noctuidae). De wetenschappelijke naam van deze soort is voor het eerst voorgesteld als Acontia veroxanthia door Hermann Hacker, Albert Legrain en Michael Fibiger in een publicatie uit 2008.
De soort komt voor in Ghana, Togo, Nigeria en Oeganda.